# Pandémie de Covid-19 en Égypte
La pandémie de Covid-19 en Égypte démarre officiellement le 14 février 2020. À la date du 14 janvier 2024, le bilan est de 24 613 morts.

## Chronologie
Le 14 février, le ministère égyptien de la Santé annonce le premier cas dans le pays à l'aéroport international du Caire impliquant un ressortissant chinois.
Le 6 mars, le ministère égyptien de la Santé et l'OMS confirment 12 nouveaux cas d'infection à coronavirus. Les personnes infectées font partie du personnel égyptien à bord du navire de croisière sur le Nil MS River Anuket, qui voyage d'Assouan à Louxor. Le 7 mars 2020, les autorités sanitaires annoncent que 45 personnes à bord ont été testées positives et que le navire a été placé en quarantaine sur un quai à Louxor.
La grande fragilité de l'économie égyptienne inquiète certains experts quant à sa capacité à répondre à la crise. 
Les autorités mettent en place des mesures de restriction de la liberté d'information afin de couvrir les dégâts du coronavirus. Le président Abdel Fattah al-Sissi ratifie le 7 mai une série d'amendements à la loi sur l'état d'urgence qui étend ses pouvoirs. L'organisation Human Rights Watch (HRW) dénonce l'adoption de ces amendements, les qualifiant de « couverture » pour la mise en place de « nouveaux pouvoirs répressifs ». « Le gouvernement du président Sissi utilise la pandémie pour étendre, et non réformer, la loi d'urgence abusive en Égypte », affirme l'organisation.
Au 24 juin 2020, on compte en Égypte, 58 141 cas confirmés (soit 1 332 cas supplémentaires par rapport au 23 juin 2020), 2 365 décès. L'Égypte est le 49e pays le plus touché au monde en nombre de cas et 31e pays le plus touché au monde en nombre de décès.
En novembre 2020, l'Égypte est un des plus touchés d'Afrique avec 115 183 cas et 6 621 décès sur une population de 104 124 440 habitants.
Au 4 mai 2021, le nombre total de cas est de 230 713, le nombre de guérisons de 172 774 et le nombre de décès est de 13531.

## Statistiques

Nombre de cas déclarés (bleu) et décès (rouge) en échelle logarithmique. Les différences quotidiennes sont indiquées en pointillés.